# AK Steel Holding
AK Steel Holding, прежде известная как ARMiCO — American Rolling Mill Corporation — крупная американская сталепрокатная компания, основанная в 1900 году (называлась тогда Американская корпорация прокатных станов). В 2005 году выручка компании составила около 5 миллиардов долларов США. Благодаря этому она находится в списке 500 самых больших компаний (по данным Fortune Magazine)[когда?]. Сегодня компания расположена в Мидлтауне, штат Огайо, однако 20 февраля 2007 руководство компании заявляло о намерении переместить свою штаб-квартиру в Уэст-Честер, Огайо. Перемещение должно произойти в 3-м квартале 2007.

## История
Компания имеет промышленные производства во многих американских городах включая: Мидлтаун, Ашленд, Зейнсвилл и др. Также имеет промышленные производства в Канаде, Мексике и Западной Европе.
Основной продукцией AK Steel Holding являются углеродные, легированные и специальные стали, прокат для автомобильной промышленности.
Генеральный директор — Джеймс Л. Вайнскотт.